# 梅祖懿
梅祖懿（1917年—），女，天津人，中国护理专家，曾任郑州铁路中心医院副院长，第三届全国人大代表，第五、六届全国政协委员。